# Джон Баярд Андерсон
Джон Баярд Андерсон (англ. John Bayard Anderson; 15 лютого 1922, Рокфорд, Іллінойс — 3 грудня 2017, Вашингтон) — американський юрист, політик-республіканець, конгресмен від штату Іллінойс з 1961 по 1981 рр.
1980 року балотувався на пост Президента Сполучених штатів як незалежний кандидат.